# Morze Japońskie
Morze Japońskie lub Morze Wschodnie (ta druga nazwa stosowana w obu państwach koreańskich) – azjatyckie morze przybrzeżne Oceanu Spokojnego, otoczone przez japońskie wyspy Hokkaido, Honsiu i Kiusiu oraz rosyjską wyspę Sachalin od wschodu, a przez Półwysep Koreański i kontynentalną Rosję od zachodu.
Morze to jest połączone z innymi akwenami przez 5 cieśnin:
- Tatarską (szer. 7,4 km) – pomiędzy lądem Azji a wyspą Sachalin
- La Pérouse’a (jap. Sōya Kaikyō) szer. 43 km – pomiędzy wyspami Sachalin i Hokkaido
- Tsugaru (szer. 19,5 km) – pomiędzy wyspami Hokkaido i Honsiu
- Kanmon (szer. 0,6 km) – pomiędzy wyspami Honsiu i Kiusiu
- Koreańską (szer. 64 km) – pomiędzy Półwyspem Koreańskim i Cuszimą

Najgłębsze miejsce: 3742 m poniżej poziomu morza. Morze ma trzy główne baseny: Tsushima, Yamato i Japoński, które są cenne dla rybołówstwa.

## Nazwa
Morze to jest nazywane:
- Nihon-kai (日本海) po japońsku, ang. Sea of Japan, ros. Японское Море[1], czyli Morze Japońskie;
- Donghae (kor. 동해, 東海) w Korei Południowej, czyli Morze Wschodnie;
- Joseondonghae (kor. 조선동해, 朝鮮東海) w Korei Północnej, czyli Morze Wschodniokoreańskie.

Aktualnie toczy się spór dotyczący nazwy tego morza używanej na forum międzynarodowym. Władze obu państw Korei chcą doprowadzić do zastąpienia angielskiej nazwy Sea of Japan, stosowanej oficjalnie m.in. przez ONZ i IHO, nazwą Sea of Korea lub East Sea. 
Władze Korei Południowej naciskają również na Polskę, aby stosować po polsku nazwę Morze Wschodnie dla tego akwenu zamiast tradycyjnej polskiej nazwy Morze Japońskie. Jednak zgodnie z ustaleniami Komisji Standaryzacji Nazw Geograficznych i Ministerstwa Spraw Zagranicznych w języku polskim należy używać wyłącznie nazwy Morze Japońskie, a wywieranie nacisku przez Koreę Południową w celu zmiany nazwy jest niestosowne, gdyż żaden kraj nie ma prawa ingerować w tradycyjne sposoby nazywania terytoriów nieposiadających atrybucji, takich jak wody międzynarodowe, a polskie nazewnictwo wynika z prawa do używania nazw przyjętych przez tradycję.